# Neumann-palota (Miskolc)
A miskolci Neumann-palota a Széchenyi István utca keleti („alsó”) szakaszának egyik látványos épülete, a Munkácsy és a Széchenyi utca saroképülete, a Lloyd-palotával szemben (Széchenyi István utca 88.). 2000-től helyi védettséget élvez.

## Története
Az épület, de még az elődépület története is tele van bizonytalanságokkal. A Munkácsy utca (akkor egyszerűen csak „a köz”) végén a Szinván volt egy malom, emiatt (ráadásul itt folyt össze a Szinva és a Pece) a környéken lévő házak mind megsemmisültek az 1878-as árvízben. A mai 88. számú ház helyén 1884-ben vagy 1895-ben épülhetett egy földszintes, a Széchenyi utcai frontján hattengelyes épület. Az építtető Kovács János telektulajdonos, a tervező és kivitelező pedig Koch Károly miskolci pallér volt. Bonyolítja a helyzetet, hogy egy 1896-ból származó tervleírásban a Neumann-palotára lehet következtetni, ráadásul egy forrás szerint az új kétemeletes épület már 1896-ban várta a beköltözőket. Előkerült azonban egy képeslap, amelyen a földszintes épület még áll, viszont előtte villamosok járnak. Mivel a miskolci villamos csak 1897-ben indult el, a Neumann-palota csak ezután épülhetett fel. Az 1912-es címjegyzék a már álló ház tulajdonosának Neumann József Hermannt tüntette fel, ami azt jelenti, hogy az épület feltehetően a századforduló utáni első évtizedben épülhetett fel, stílusjegyei is erre utalnak. A Neumann-palota nem az 1912-es tulajdonosról kapta a nevét, hanem fiáról, Neumann Adolf (1870–1929) bankár, kamarai elnökről. Az épület földszintjén üzletek voltak, ismert például a sarkon Löwinger Arnold „Király Áruház”-a. 1923-ban a Royal szállóból az emeleti irodákba költözött a Miskolci Kereskedelmi Testület. A Szinvára nyúló szakaszon mészárszékre, fényképészetre, nyári mulatóra vonatkozó adatok vannak. A főutcai szakaszon a 20. század második felében sokáig az Ínyencek boltja és egy Zöldért-bolt, majd a helyén borkóstoló működött. Az 1980-as évek végén, az 1990-es évek elején az épületet felújították, és 1993-ban a Kereskedelmi és Hitelbank ide költözött a Hősök teréről. A Munkácsy utcai szakaszon számos különböző üzlet működik.

## Leírása
Az épület sarokház a Széchenyi és a Munkácsy utca nyugati sarkán. Az épület tagozódása mindkét utca felé hasonló, jellegzetessége a sarokrész emeletein kialakított háromnegyed köríves erkélyek, szép szecessziós kovácsoltvas erkélykorlátokkal, illetve a magasra húzott toronysisak. Az épületen további erkélyek is vannak, a Munkácsy utcai oldalon kétszer kettő (mindkét emeleten), a főutcán egy, és csak az első emeleten. A földszintet és az emeletet határozott osztópárkány választja el, a két emelet között pedig az agrafe-os szemöldökpárkány összekapcsolásával képzett vakolatdíszek helyezkednek el. Az épület homlokzatán a késői szecesszió a jellemző, de a sarokrizaliton orientális elemeket is fel lehet fedezni. Az első emeleti ablakok egyenes, a második emeletiek íves záródásúak. A saroktorony két oldalán és a keleti homlokzat felső részén további két helyen keskeny oromfal áll. A felújítás során különösen jól sikerült az épület kéttónusú halványkék színezése.

## Képek

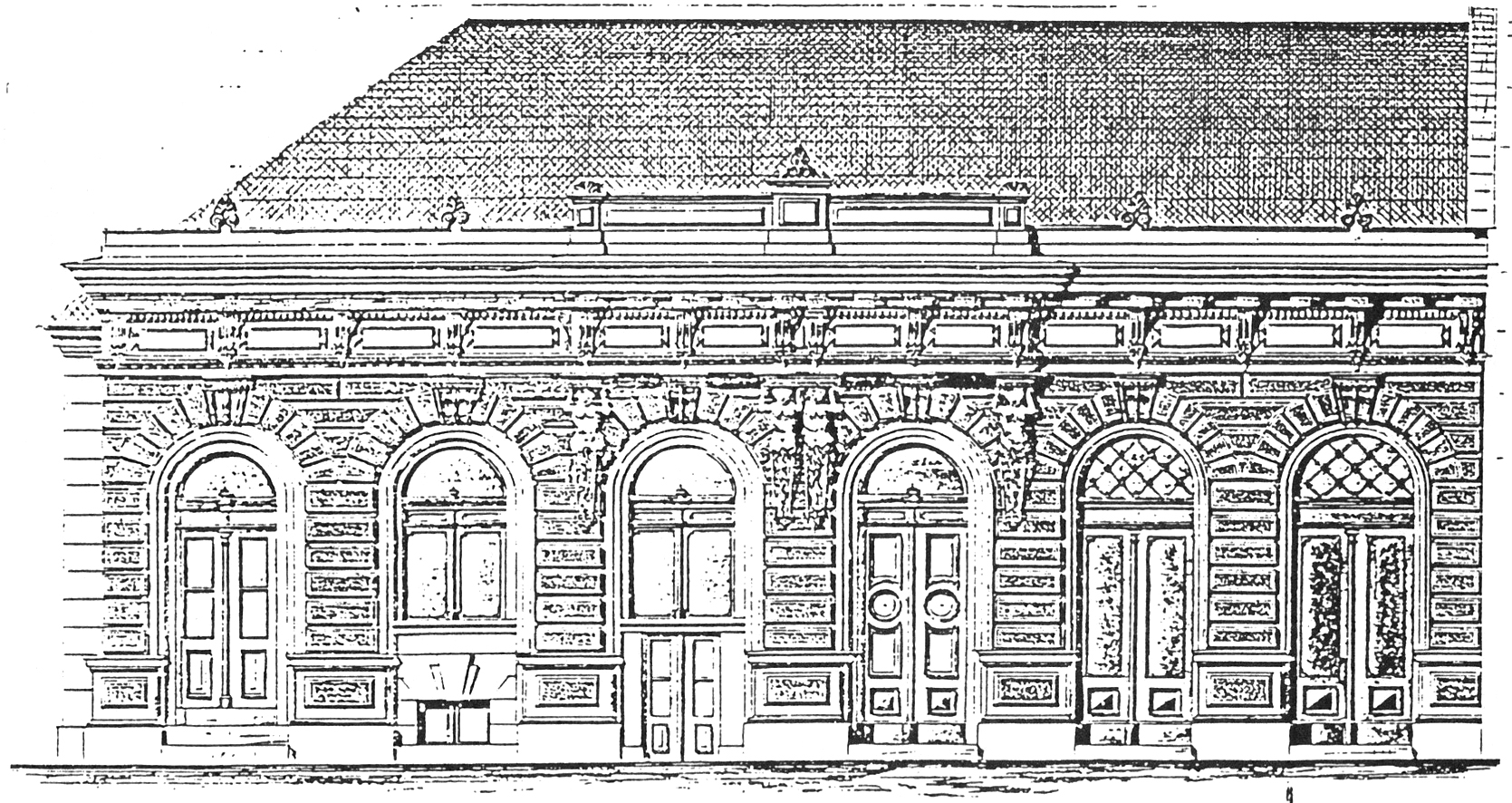
Az elődépület rajza 1884-ből
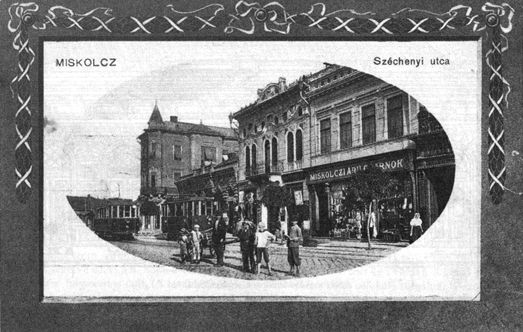
Képeslap a századfordulóról
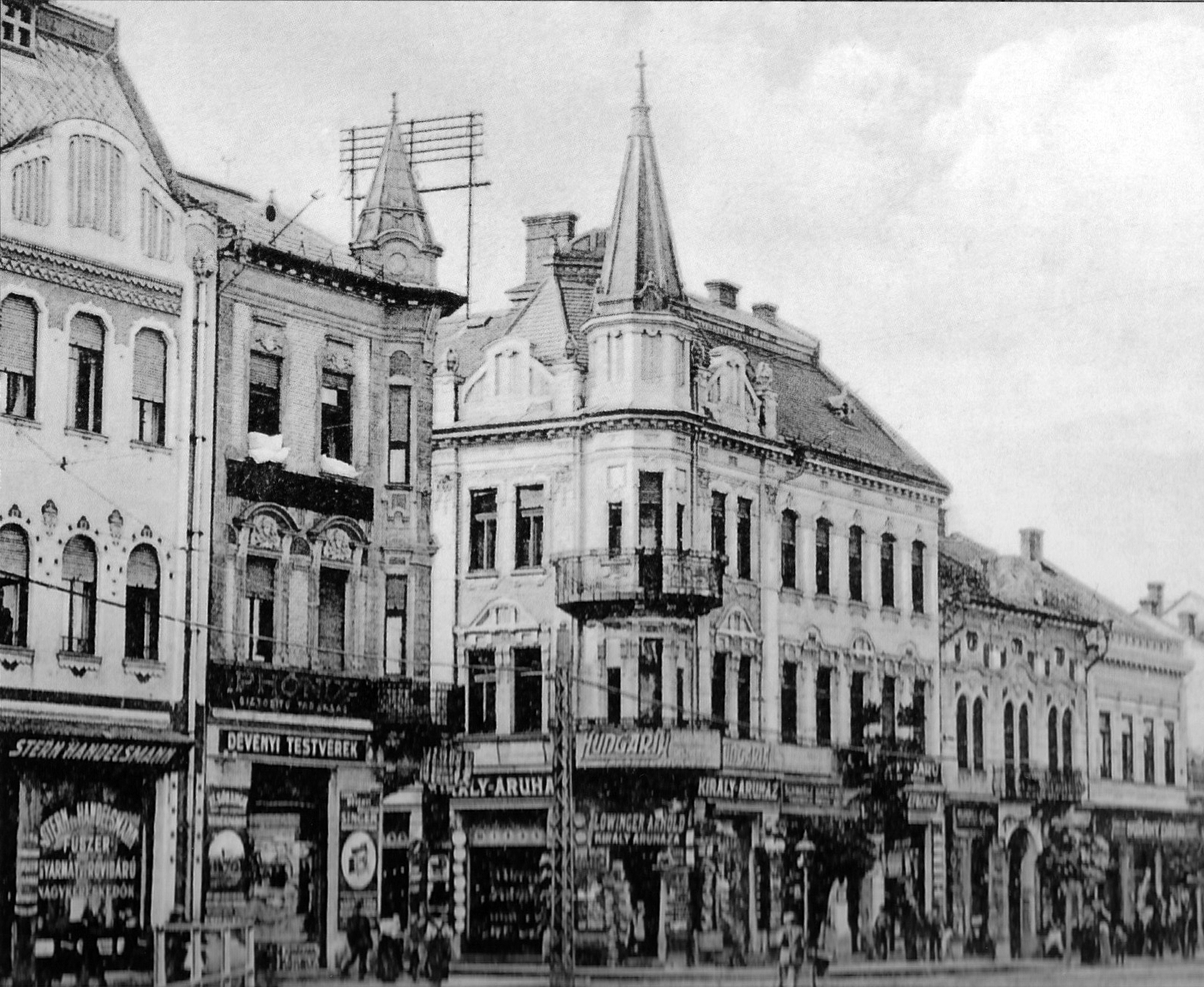
A felépült Neumann-palota, 1910 körül
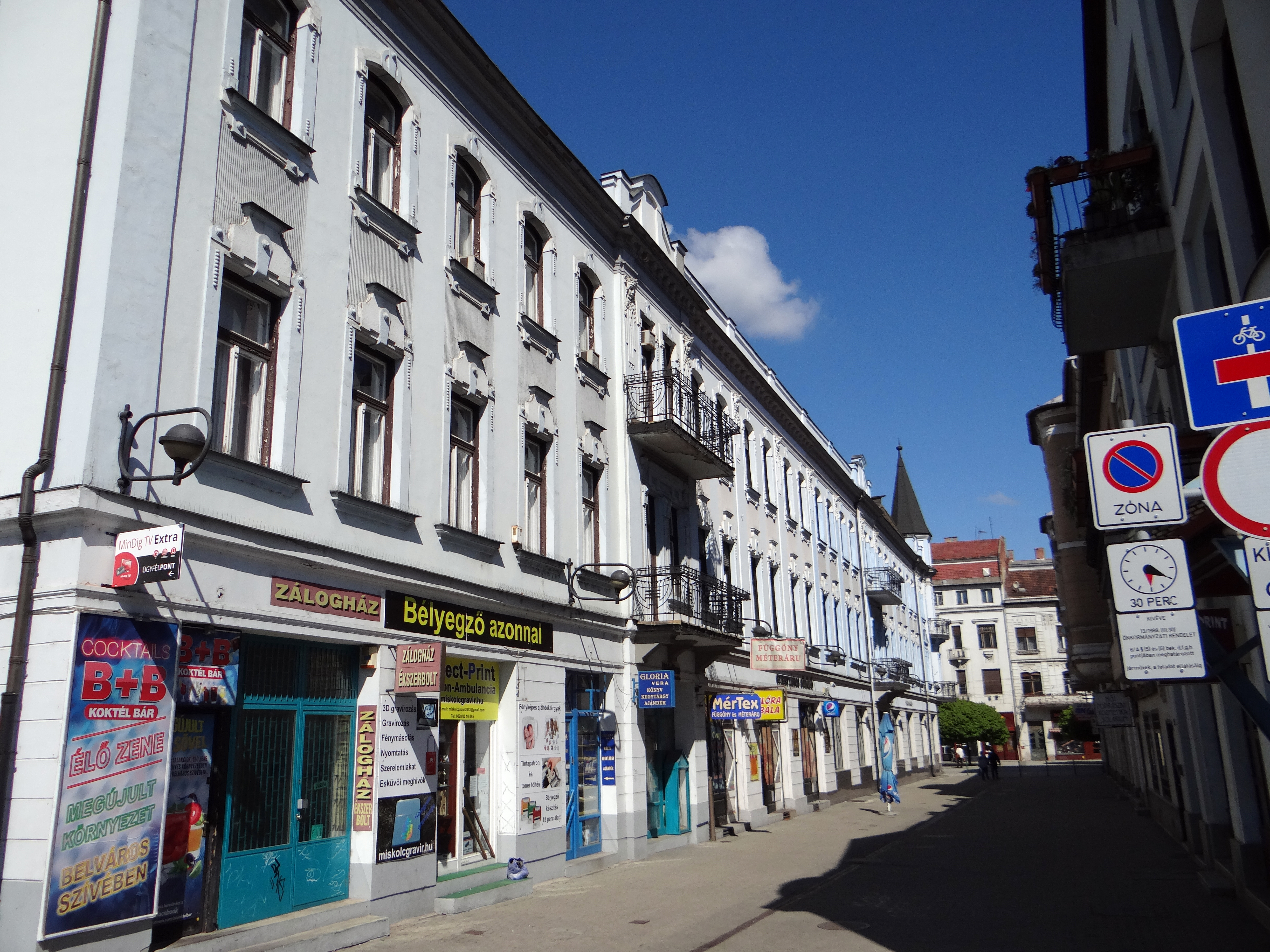
A Munkácsy utcai homlokzat
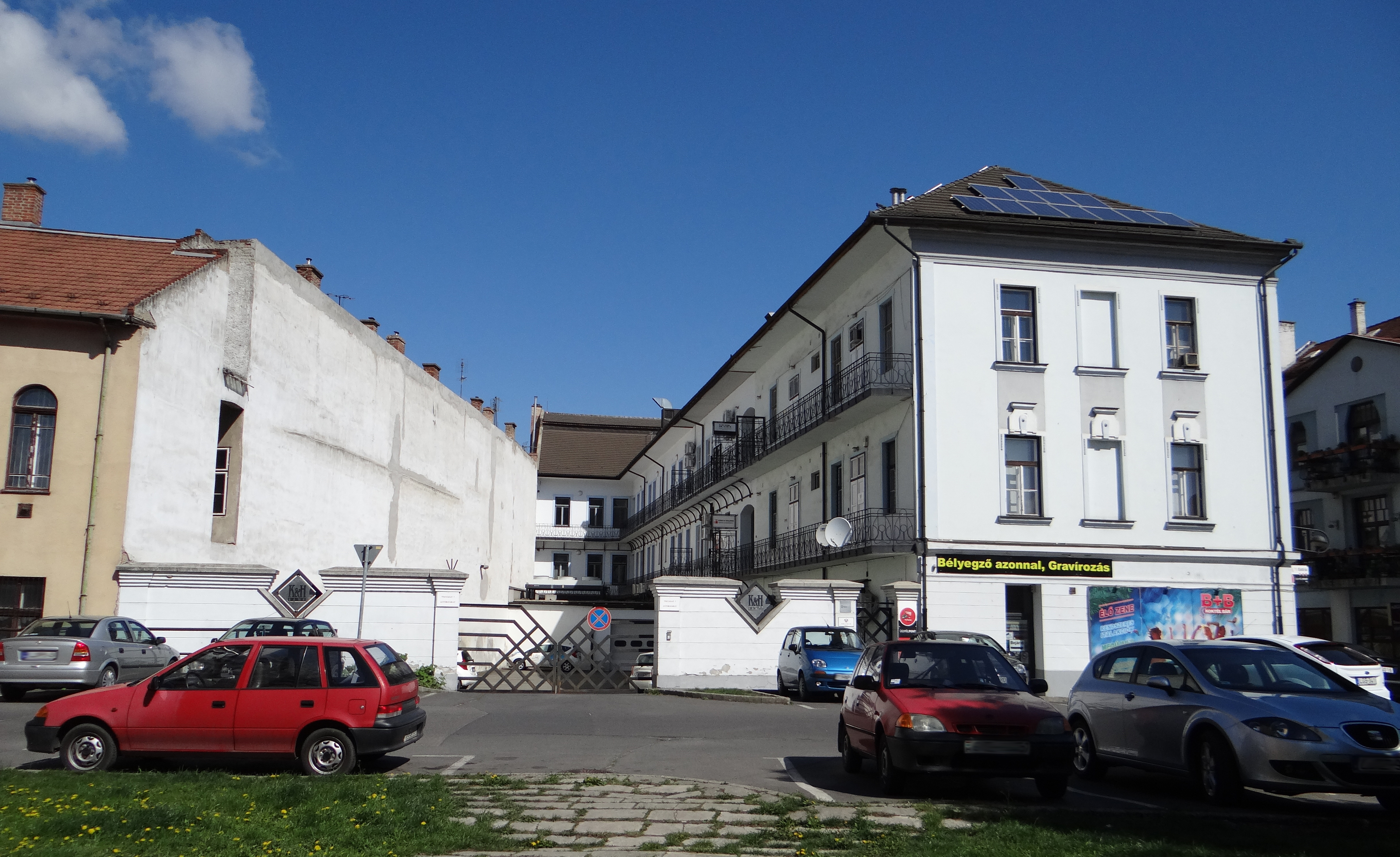
A déli homlokzat és az udvar
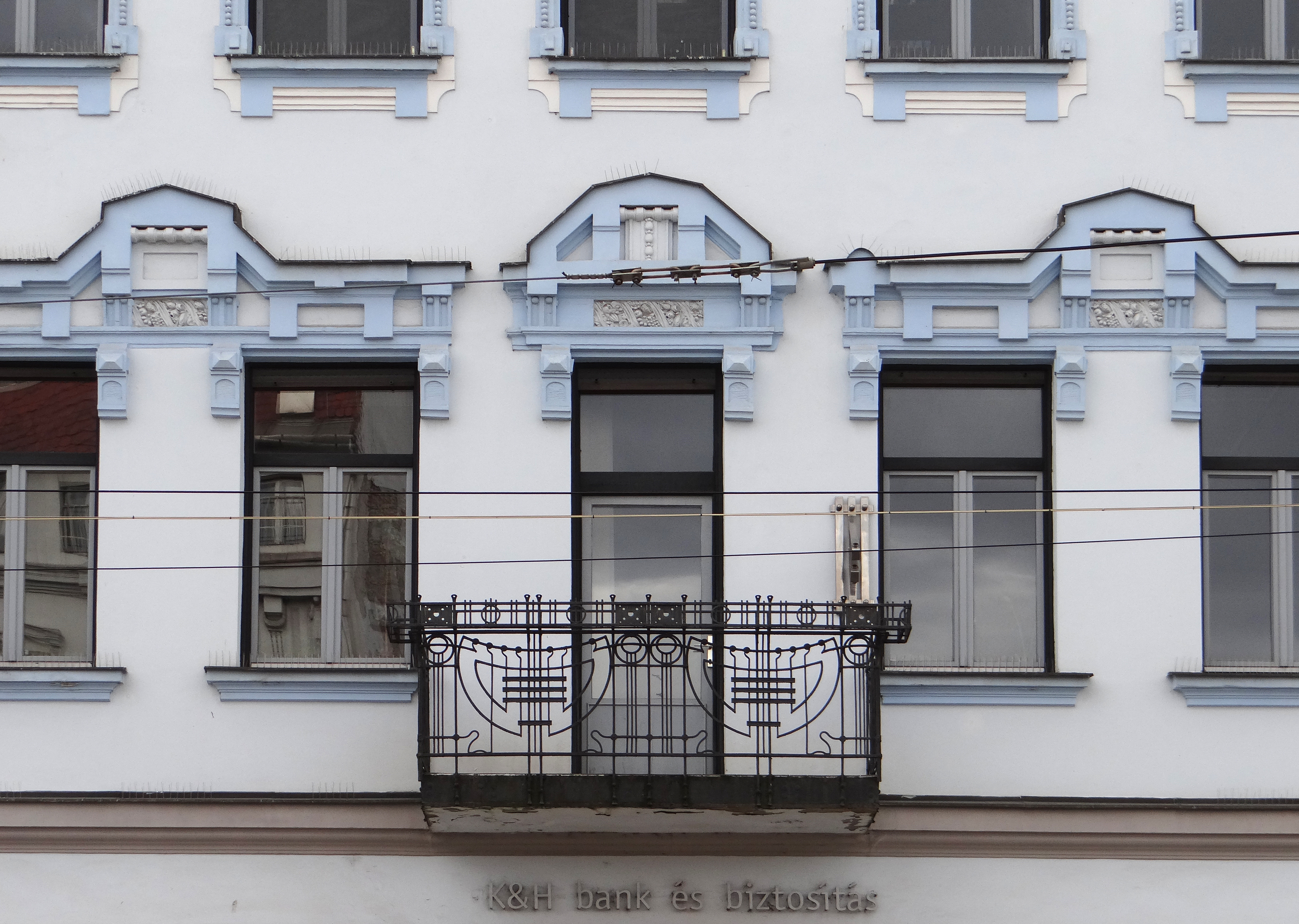
A főutcai homlokzat részlete
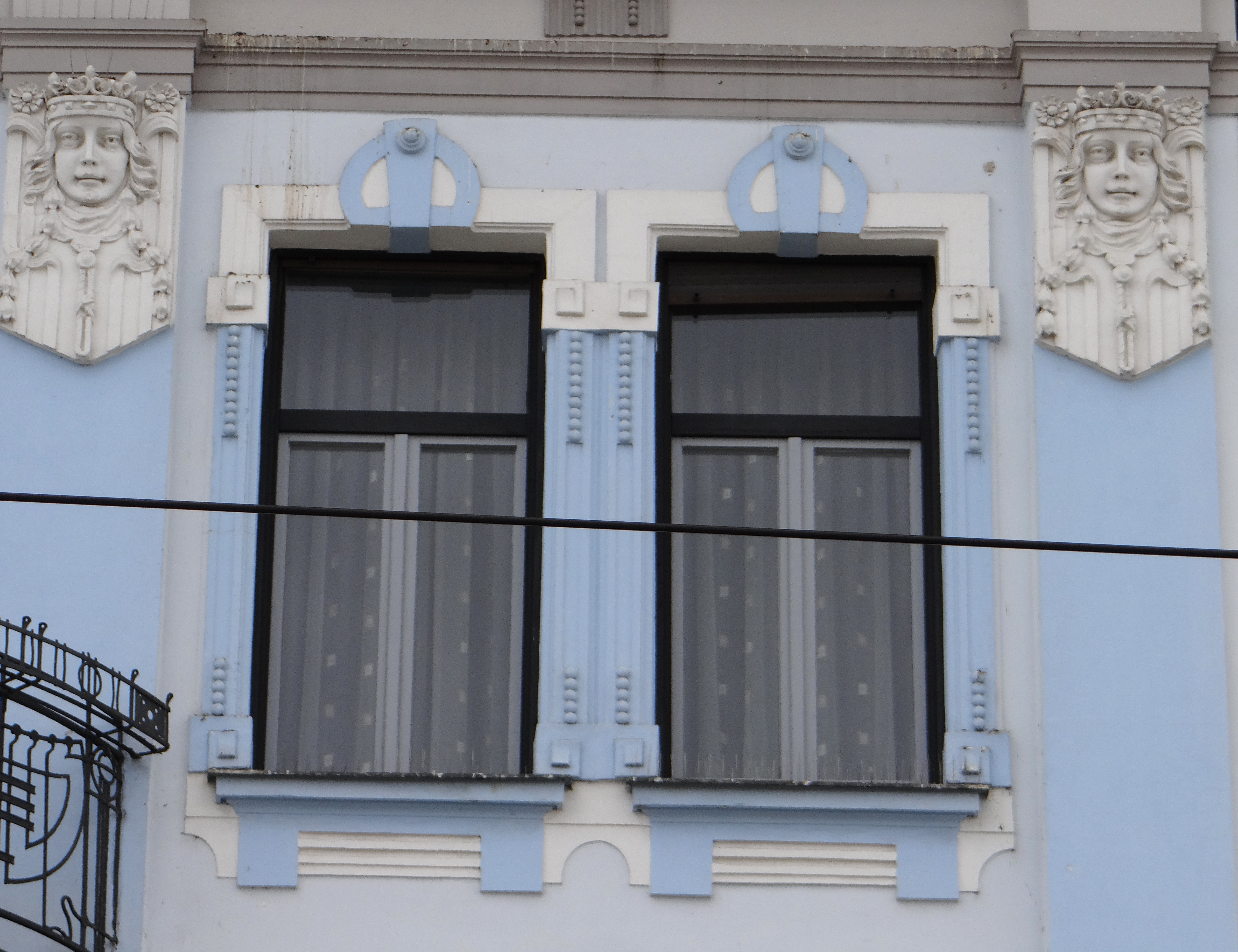
A főutcai homlokzat részlete
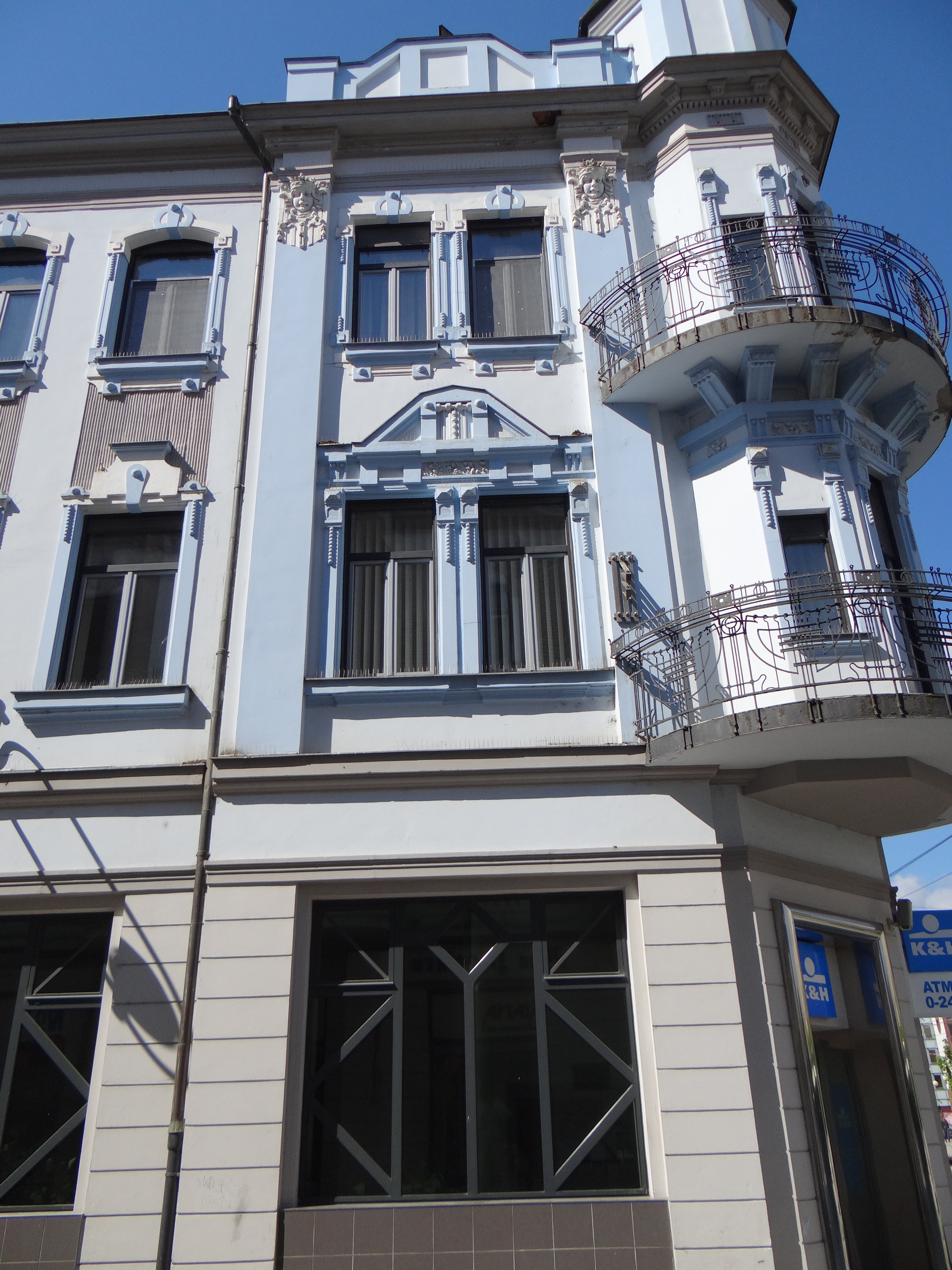
Munkácsy utcai részlet a saroknál
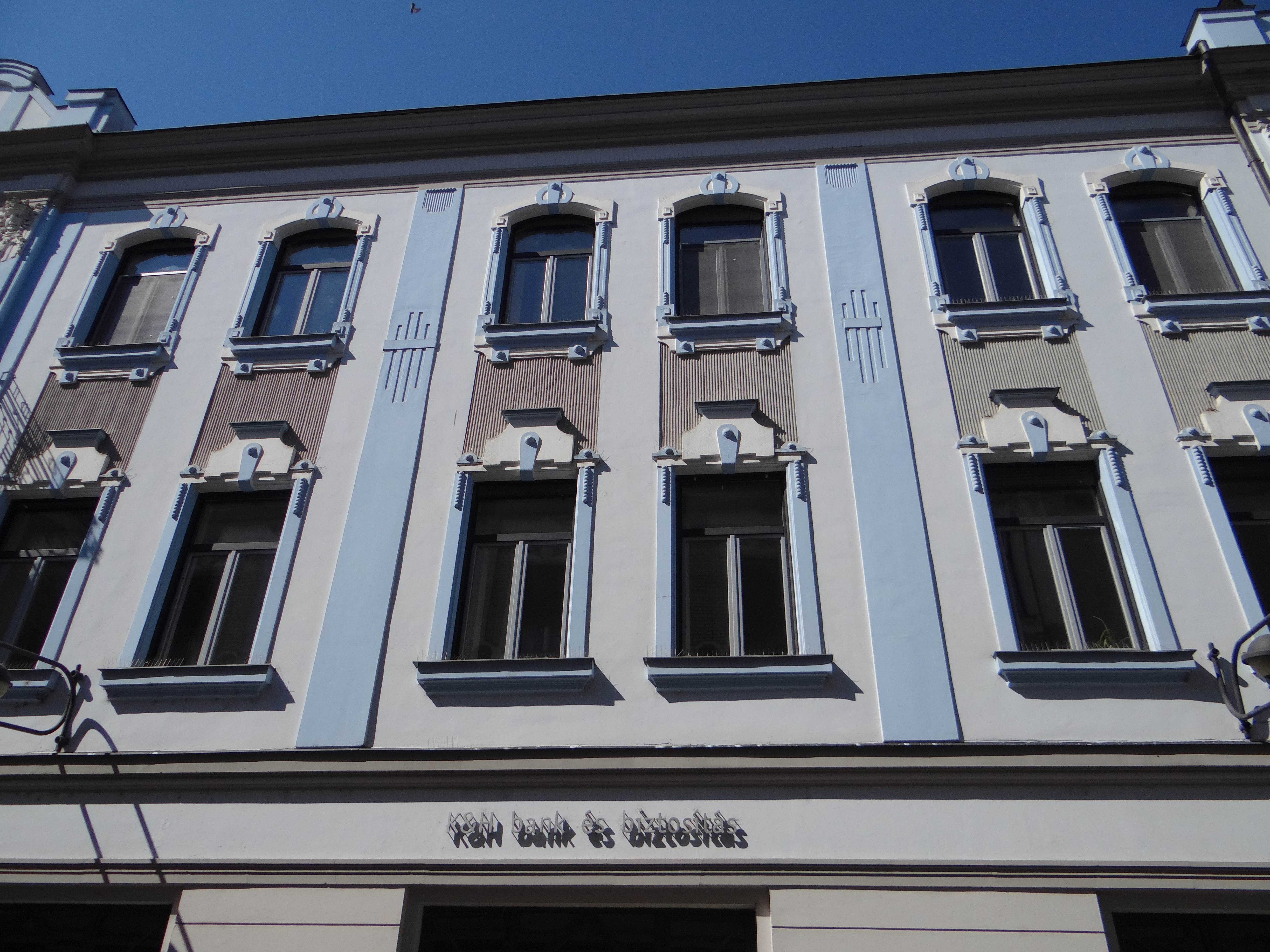
Munkácsy utcai részlet
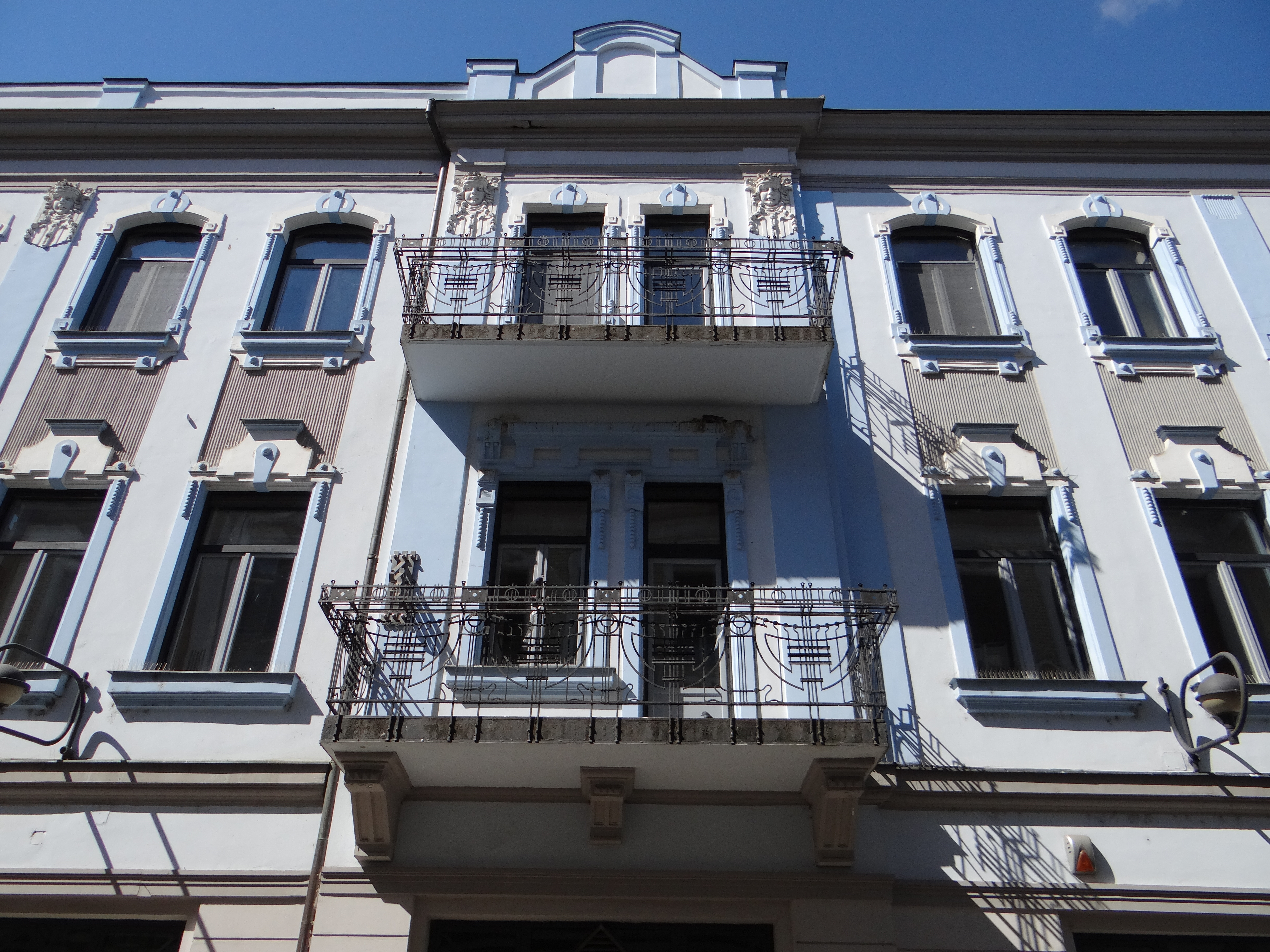
Munkácsy utcai részlet